# Mănăstirea Găvanu
Mănăstirea Găvanu este o mănăstire ortodoxă din România situată în comuna Mânzălești, județul Buzău, ce aparține Arhiepiscopiei Buzăului și Vrancei, parte a Mitropoliei Munteniei și Dobrogei.

## Acces
Din Buzău, se merge pe DJ203K spre Mânzălești, ulterior se virează pe DJ204M spre satul Jghiab, pe valea pârâului omonim. De aici se merge spre satul Cireșu și - ulterior prin acesta - spre drumul forestier ce face legătura între satul Lacurile și mănăstire. Traseul - neasfaltat - are porțiuni greu accesibile.
Dacă până în anul 1988 pătrunderea spre Găvanu era greoaie, din anul 1989 prin drumul forestier de 3 km ce pornește inițial de pe valea Jghiabului de la Coita și merge printre interesante aflorimente de gresie, se poate ajunge și cu mijloace auto.
Accesul final spre poarta așezământului se face per pedes apostolorum.

## Descriere
La construcția actualei biserici cu hramul „Adormirea Maicii Domnului”, s-au folosit bârne din lemn de brad căptușite cu scândură, așezate pe temelie de piatră. Edificiul are un plan treflat, cu absidele altarului în șapte laturi, iar absidele laterale în 5 laturi. Sunt patru turle egale pe axul longitudinal și două turle mici - egale - pe absidele laterale. Cele de pe altar, naos și pronaos sunt deschise. Pridvorul este închis, pictat pe scândură. Catapeteasma are o sculptură bogată, suflată cu aur și seamănă la pictură cu cea a bisericii Mănăstirii Poiana Mărului situată în apropiere. Clopotnița are trei clopote: unul mare din bronz  și altele două mai mici.
Biserica, pictată în ulei, deține două icoane semnate D. Teodorescu - ucenic al pitarului Nicolae Teodorescu, cel care conducea școala de zugravi din Buzău. Acesta - după perioada petrecută aici - a pictat un tablou pe pânză intitulat „Vedenia Părintelui Mitrofan de la Schitul Găvanu” (1861, noiembrie).
Altarul este spațios, luminat de o fereastră în față si alta pe dreapta. Naosul este luminat de câte o fereastră pe fiecare parte, pronaosul de doua ferestre pe dreapta și una pe stânga.
În curtea mănăstirii alături de biserica propriu-zisă se mai găsesc  un paraclis, o clopotniță, chilii, diverse locații gospodărești, și un mic iaz amenajat.

## Istoric
Ctitorie moșnenească-țărănească, Mănăstirea Găvanu are un istoric ce începe - după unele date - din anul 1707[A], printr-un lăcaș monahal aflat în Fundul Găvanului între două izvoare în punctul numit „La Lăstuni”. Terenul (poieni și păduri) pe care a fost construită prima biserică, reprezintă danie a lui Moise Ignat Beșliu de pe vremea episcopului Damaschin (cărturar și animator al Tiparniței Episcopiei Buzăului). Într-un inventar care datează însă din 1863, anul menționat al întemeierii este însă 1708.
Mai târziu, din cauza frecventelor stricăciuni provocate de ape, schitul - destinat călugărilor - a fost mutat într-o poiană situată mai jos (Poiana din Vale), într-un loc aflat la 150 m spre est față de actuala biserică. Nici în această nouă locație biserica, de formă dreptunghiulară a vechiului schit, nu a avut parte de o soartă favorabilă, deoarece a fost profanată și arsă de către turci în anul 1821.
În 1828 se ridică noua biserică din lemn - a treia, pictată de Nicolae Zograf și Ioan Andronicescu din Sibiciu. Între ctitori este menționat și starețul Elisei de la Poiana Marului precum și moșnenii Mânzălari și Beșlii, ajutați de credincioși. Pronaosul a fost pictat în 1855, de către Gheorghe Vasilescu și Dumitrache Mehtupeiu. Tradiția afirmă despre catapeteasmă - fără dovezi certe - precum că ar fi fost adusă de la Sankt Petersburg.În pisania pronaosului dinspre răsărit se scrie că acesta a fost adăugat în anul 1855 în timpul episcopului Filotei, vrednicul Arsenie fiind stareț al mânăstirii.
Secularizarea averilor mănăstirești sub Cuza Vodă, lasă lăcașul aproape numai cu vatra sa de obârșie. După o perioadă de timp dificilă, în epoca interbelică mănăstirea cunoaște o nouă înflorire. În 1951 se transformă în mănăstire de maici și devine metocul Mănăstirii Rătești, pentru ca în 1958 să fie închisă de regimul comunist. Pe perioada celor 3 decenii de încetare a activității monahale, s-au făcut reparații la biserică între 1967-1969, cu suportul localnicilor și prin grija episcopului dr. Antim Angelescu. Un enoriaș plătit din fondurile Episcopiei Buzău a asigurat în acest interval paza lăcașului. Cutremurul din 1977 deteriorează din nou edificiul de cult, refăcut cu începere din anul 1986. Vechiul clopot mare datat inițial 1792 - spart - a fost returnat în anul 1988 la Râmnicu Sărat.
În 1990 a fost reactivată ca mânăstire de maici, a fost transformată în mânăstire pentru călugări în 1991, redevenind în 2007 de maici. Biserica veche a fost declarată monument istoric tot în 1990. S-au construit chilii, trapeză, bucătărie și un paraclis, pictat de preotul Petre Brașoveanu din Buzău, cu hramul Sfânta Cuvioasă Parascheva și sfințit pe 14 mai 1995.

## Schitul - parte a locurilor

### Pe cărările istoriei
Pe lângă mănăstire se dezvoltă activitatea școlară, astfel că anul 1793 aceasta avea pe Ieromonahul Vissarion ca și copist.
În timpul Revoluției de la 1821 a lui Tudor Vladimirescu boierii buzoieni și, în special cei de origine grecească credincioși Eteriei, și-au căutat aici loc de refugiu, unii dintre ei fiind prinși și uciși de turci[B].
Între anii 1916-1918 când Muntenia era ocupată de trupele germane, pe aici se făcea - cu ajutorul călăuzelor - trecerea către Moldova liberă[C].

### În literatură
Lăcașul a fost descris de către Alexandru Vlahuță - în a sa Românie pitorească[D], precum și de către Alexandru Odobescu în Pseudokynegeticos[E].
Studii monografice
- Panaite, Costică (2009). Mănăstirea Găvanu - Județul Buzău. Editura Episcopiei Buzăului și Vrancei. ISBN 978-973-1832-37-1.

## Obiective turistice de vecinătate
- Rezervația naturală Pădurea Găvanu
- Platoul Meledic
- Piatra Albă „La Grunj”
- "Sfinxul" de pe Breazău (cunoscut și sub denumirea de Sfinxul de la Buștea) - Stâncă de aproximativ 5–6 m înălțime situată pe culmea Breazău [F], aflată pe stânga văii Slănicului
- Focul Viu - Lopătari
- Zona comunei Bisoca

- Pădurea Lacurile Bisoca
- Mănăstirea Poiana Mărului
- Masa lui Bucur - o lespede de 150 de tone care ar fi slujit drept masă ciobanului Bucur, dupa unii, sau haiducului Bucur, după alții
- Malurile cu sare din satele Pleși si Sările
- 13 trasee de practicare a escaladei pe gresie cu lungimi cuprinse între 12 si 20 metri
- 2 zone pentru practicarea boulderingului, în zonă fiind 2 grupări de bolovani lângă Lacu Limpede: una în zona acestuia, pe muchia care se ridică pe partea dreaptă, la 10 minute de mers (aproximativ 15 bolovani spectaculoși, mai ales cel numit Creierul), cealaltă în zona falezelor, unde sunt și traseele de escaladă
- Se pot practica motociclismul (enduro), mountain-bikingul, călatorii offroad cu auto 4x4, zborul cu parapanta sau motodeltaplanul, mai ales în zona satului Pleși, unde se găsește un teren propice decolărilor și aterizărilor.
- Lacul cu Ciuciur (numit astfel datorită existenței în apropiere a unui mic izvor de apă potabilă) - aflat la aproximativ 1 km distanță de Pădurea Lacurile, către apa Râmnicului Sărat într-o mică depresiune

- Zidul Uriașilor - un strat de roci dure care includ scoici ale unei plaje de acum 11 milioane de ani a mării preistorice Paratethys, sub forma unui zid de 6-7m[14] aflat spre izvoarele râului Câlnău, în comuna Valea Salciei din județul Buzău.

## Vezi ș
- Subcarpații de Curbură